# Artur Gotz
Artur Gotz (ur. 12 sierpnia 1983 w Krakowie) – polski piosenkarz, aktor teatralny i filmowy, producent, tekściarz i kompozytor. Prezes Fundacji Kultury i Sportu 44.

## Życiorys
Kiedy miał 11 lat, zaczął występować w Domu Kultury w Olkuszu. W latach 1999–2002 występował w Teatrze The Imagination w Londynie. W 2003 został laureatem Olkuskiej Nagrody Artystycznej w kategorii dla młodego twórcy. W 2006 ukończył studia aktorskie na wrocławskim Wydziale Lalkarskim PWST w Krakowie.
Był aktorem Teatru Rozrywki w Chorzowie (w latach 2006–2009) i Teatru Nowego w Łodzi (2011–2019). Współpracował także z warszawskimi teatrami: Współczesnym (To idzie młodość, 2008), Kamienica (Pamiętnik z Powstania Warszawskiego, 2009) i 6. piętro w Warszawie (Bromba w sieci, 2014).
Jako wokalista zadebiutował w Piwnicy pod Baranami w Krakowie, w której rozpoczął współpracę z kompozytorem Zygmuntem Koniecznym. Nakładem wytwórni muzycznej Luna Music wydał sześć albumów studyjnych: Obiekt seksualny (2010), Mężczyzna prawie idealny (2015), Kabaret Starszych Panów. Przeboje wszech czasów śpiewa Artur Gotz (2018), Miłość z Facebooka (2022), Artur Gotz dzieciom. Bajki i piosenki (2023) i Litania piwnic 1944 (2024). Na Litanii..., nagranej z okazji 80. rocznicy wybuchu Powstania warszawskiego, umieścił własne kompozycje do tekstów m.in. Krzysztofa Kamila Baczyńskiego, Tadeusza Gajcego, Józefa Szczepańskiego, Tadeusza Borowskiego, Mirona Białoszewskiego i Michała Zabłockiego. Wziął udział także w nagraniach płyt z bajkami muzycznymi dla dzieci: Tam, gdzie mieszkają bajki (2017) i Tam, gdzie mieszkają bajki cz. II (2020) oraz dwóch albumów zbiorowych: Opera matematyczna (2017) i Osiecka w popkulturze (2018). W trakcie kariery muzycznej współpracował również z tekściarzami Dariuszem Rzontkowskim i Agnieszką Chrzanowską, jazzmanem Markiem Michalakiem i kompozytorem Mateuszem Pospieszalskim. Koncertuje po Polsce i zagrał recitale na wydarzeniach polonijnych m.in. we Francji, Grecji, Węgrzech, Wielkiej Brytanii, Australii i Stanach Zjednoczonych.
Jest głównym bohaterem powieści Marty Fox „Idol” (2016).

## Filmografia
- 2004: Karol. Człowiek, który został papieżem – Jurij Noga, seminarzysta czeski
- 2005: Świat według Kiepskich – dziennikarz (odc. 198)
- 2005: Klan – kolega Daniela Rossa
- 2005: Fala zbrodni – chemik (odc. 36)
- 2006: Wszyscy jesteśmy Chrystusami – student Adama
- 2006: Wielkie ucieczki – Leopold Dzikowski (odc. pt.Przerwany lot)
- 2008: Święta wojna – diler (odc. 302)
- 2008: Katastrofy górnicze – Wojciech Wystrach (odc. pt.Ściana śmierci)
- 2008: Klan – właściciel internetowego biura pośrednictwa pracy
- 2009: Synowie – klient (odc. 10)
- 2009: Sprawiedliwi – policjant przed Ministerstwem Komunikacji (odc. 1)
- 2009–2010: M jak miłość – policjant (odc. 697, 736)
- 2010: Ojciec Mateusz – narzeczony Sandry (odc. 32)
- 2010: Ludzie Chudego – kelner (odc. 11)
- 2011: Na Wspólnej – recepcjonista
- 2012: Lekarze – obsada aktorska (odc. 5)
- 2013: W ukryciu – żołnierz Wehrmachtu
- 2014: Ojciec Mateusz – Wojciech Słomka, dziennikarz Głosu Sandomierza
- 2014: Barwy szczęścia – Mariusz, pracownik fundacji (odc. 1108,1118,1122)
- 2016: Na Wspólnej – doktor Kłosowicz (odc. 2201-2202, 2205-2206, 2208, 2215, 2250, 2253, 2255, 2257)
- 2017: Sąsiedzi (etiuda szkolna) – młody mężczyzna
- 2017: Klan – Lesław Borowski, lekarz chorób wewnętrznych
- 2017: Pierwsza miłość – Robson, kochanek Sylwii Koneckiej (odc. 2578,2580)
- 2019: Ojciec Mateusz – dziennikarz
- 2019: Na sygnale – Maciej Zaremba
- 2019: Echo serca – strażak
- 2019: W rytmie serca – pediatra
- 2021: Maska – Archodes II
- 2021: Tajemnica zawodowa – sędzia
- 2022: Przyjaciółki – kandydat
- 2022: Klan – Krzysztof Stawczyk
- 2024: Ojciec Mateusz – Rysiek

## Odznaczenia
- Odznaczenie Dumni z Powstańców – 2024[22]